# Volksparkstadion
Volksparkstadion (phát âm tiếng Đức: [ˈfɔlkspaʁkˌʃtaːdi̯ɔn]) là một sân vận động bóng đá nằm ở Hamburg, Đức. Đây là sân nhà của Hamburger SV.
Vào năm 2001, công ty AOL (Hoa Kỳ) đã mua quyền đổi tên sân vận động thành sân vận động AOL với giá 15,3 triệu euro.
Trong thời gian diễn ra giải vô địch bóng đá thế giới 2006, sân mang tên FIFA WM-Stadion Hamburg (sân vận động World Cup Hamburg). Tại đây đã diễn ra 5 trận đấu (4 trận vòng bảng và 1 trận tứ kết). Sân này đã từng được chọn đăng cai các trận đấu thuộc giải vô địch bóng đá thế giới 1974 và giải vô địch bóng đá châu Âu 1988.
Sân vận động còn có tên là sân vận động HSH Nordbank từ năm 2007 đến năm 2010, và Imtech Arena từ năm 2010 đến năm 2015.
Sân vận động Imtech hiện nay là sân nhà của câu lạc bộ bóng đá Hamburger SV (đang thi đấu tại giải Bundesliga. Ngoài ra, đội bóng bầu dục Mỹ Hamburg Sea Devils (Những con quỷ biển Hamburg) cũng sử dụng sân Imtech để tham gia giải vô địch bóng đá kiểu Mỹ châu Âu.

## Sự kiện thể thao

### FIFA World Cup 2006
Sân vận động Volksparkstadion tổ chức 5 trân đấu tại World Cup 2006, bao gồm 4 trận ở vòng bảng và 1 trận tứ kết.
| Ngày                | Giờ   | Đội          | Kết quả | Đội         | Vòng   | Khán giả |
| ------------------- | ----- | ------------ | ------- | ----------- | ------ | -------- |
| 10 tháng 6 năm 2006 | 21:00 | Argentina    | 2 - 1   | Bờ Biển Ngà | Bảng C | 49,480   |
| 15 tháng 6 năm 2006 | 15:00 | Ecuador      | 3 - 0   | Costa Rica  | Bảng A | 50,000   |
| 19 tháng 6 năm 2006 | 18:00 | Ả Rập Xê Út  | 0 - 4   | Ukraina     | Bảng H | 50,000   |
| 22 tháng 6 năm 2006 | 16:00 | Cộng hòa Séc | 0 - 2   | Ý           | Bảng E | 50,000   |
| 30 tháng 6 năm 2006 | 21:00 | Ý            | 3 - 0   | Ukraina     | Tứ kết | 50,000   |

### Vòng loại EURO 2008
| Ngày               | Giờ   | Đội | Kết quả | Đội      | Vòng   | Khán giả |
| ------------------ | ----- | --- | ------- | -------- | ------ | -------- |
| 6 tháng 6 năm 2007 | 20:30 | Đức | 2 - 1   | Slovakia | Bảng D | 51,500   |

### Vòng loại World Cup 2018
| Ngày                | Giờ   | Đội | Kết quả | Đội          | Vòng   | Khán giả |
| ------------------- | ----- | --- | ------- | ------------ | ------ | -------- |
| 8 tháng 10 năm 2016 | 20:45 | Đức | 3 - 0   | Cộng hòa Séc | Bảng C | 51,229   |

### Vòng loại EURO 2020
| Ngày               | Giờ   | Đội | Kết quả | Đội    | Vòng   | Khán giả |
| ------------------ | ----- | --- | ------- | ------ | ------ | -------- |
| 6 tháng 9 năm 2019 | 20:45 | Đức | 2 - 4   | Hà Lan | Bảng C | 51,299   |

### Vòng loại World Cup 2022
| Ngày                | Giờ   | Đội | Kết quả | Đội     | Vòng   | Khán giả |
| ------------------- | ----- | --- | ------- | ------- | ------ | -------- |
| 8 tháng 10 năm 2021 | 20:45 | Đức | 2 - 1   | România | Bảng J | 25,000   |

### Giải vô địch bóng đá châu Âu 2024
Volksparkstadion sẽ tổ chức năm trận tại Giải vô địch bóng đá châu Âu 2024 , bao gồm bốn trận vòng bảng và một trận tứ kết.
| Ngày                | Thời gian (CEST) | Đội #1       | Kết quả         | Đội #2       | Vòng   | Khán giả |
| ------------------- | ---------------- | ------------ | --------------- | ------------ | ------ | -------- |
| 16 tháng 6 năm 2024 | 15:00            | Ba Lan       | 1–2             | Hà Lan       | Bảng D | 48,117   |
| 19 tháng 6 năm 2024 | 15:00            | Croatia      | 2–2             | Albania      | Bảng B | 46,784   |
| 22 tháng 6 năm 2024 | 15:00            | Gruzia       | 1–1             | Cộng hòa Séc | Bảng F | 46,524   |
| 26 tháng 6 năm 2024 | 21:00            | Cộng hòa Séc | 1–2             | Thổ Nhĩ Kỳ   | Bảng F | 47,683   |
| 5 tháng 7 năm 2024  | 21:00            | Bồ Đào Nha   | 0–0 (3–5 ph.đ.) | Pháp         | Tứ kết | 47,789   |